# デビルメイクライシリーズ
デビルメイクライシリーズ（Devil May Cry Series）は、カプコンが発売したアクションゲームのシリーズ。略称は「デビクラ」「DMC」「デビル」など。

## 概要
“Devil May Cry”を日本語に意訳すると“悪魔も泣きだす”となる。これは第1作『デビルメイクライ』公式サイト上のコラムでディレクターの神谷英樹によって語られている。当初は「Devil May Care」というタイトルであったが、同名の映画(en:Devil-May-Care)があったため改題することとなった。
基本的に主人公ダンテを操作し悪魔たちを倒していく。ハードの性能を限界まで生かした映像と、銃や大剣などによる連続攻撃をいかにスタイリッシュに決められるかがセールスポイント。格闘ゲームなどとは違い簡単な操作でコンボを繰り出せることも好評を博している要因であり、世界中から支持を得ている。
元々は『バイオハザード4』に相当するタイトルとして開発されていたものであり、主人公もダンテではなく「トニー・レッドグレイブ」という名前の警察官であったが、プロデューサーである三上真司から「それまでの概念に捉われない新しい『バイオハザード』にしてくれないか」との要請を受けた神谷英樹がよりアクション性を前面に押し出した『バイオハザード』として開発していく。しかしアクション演出などの面で「やりすぎた」と判断したため、その後は完全なオリジナルタイトルである『デビルメイクライ』として開発が進行した経緯がある。また、当初はシリーズ化する予定は無かったらしい。
シリーズは現在第5弾まで発売されている。『デビルメイクライ』と『デビルメイクライ2』がPS2、『デビルメイクライ3（SE）』がPS2・PC、『デビルメイクライ4』はPS3・Xbox 360で発売されPC版も2008年7月24日に発売された。『4SE』はPS4・Xbox One・Steamで発売。『デビルメイクライ5』はPS4・Xbox One・Steamで発売され、『5SE』が次世代機のPS5・Xbox Series X/Sに登場する。PSPでも関連作品発売が予定されていたが開発中止となった。『4』発売前にはテレビアニメ化もされている。
“Ninja Theory”制作の外注作品である『ディーエムシー デビルメイクライ』は当初『3』以前の若い頃のダンテの話を描く予定であったが、キャラクター設定の変更などで賛否両論を巻き起こした結果、ナンバリング作品とは関係のない単独作品になった。当初は2012年発売予定だったが2013年1月17日に延期された。
本家シリーズのストーリーは繋がっており、明確となっているのは以下の作品である。
- 『3』→『1』→『アニメ』→『2』→『4』→『5』

『2』に関しては当初『4』の後に設定されていたが、『5』発売に伴い現在の設定に変更された。
2024年6月30日時点での全世界シリーズ累計販売本数は3,200万本に達している。
なお、タイトルの日本語表記についてはカプコンの公式サイトでの「デビル メイ クライ」など半角空白を含めた表記も見られる。

## ゲームシステム
ゲームの進行は全てミッション制で行われており、目標を達成するとミッションクリアとなり、次のミッションへ移行する。ミッションクリア中は攻撃や敵の撃破、回避や挑発の成功などで加算される7段階（『1』と『2』のみ5段階）のスタイリッシュランクが随時評価され、ミッション終了後にはプレイしたステージの総評デビルハンターランクが決定される。
シリーズを通して難易度を選択できる。最初はノーマル（『4』以降はDEVIL HUNTER）とイージーのみ（『2』には存在せず『4』以降はHUMAN）だが、クリアしていくごとにハード（『4』以降はSON OF SPARDA）、ベリーハード（『3SE』のみ）など上位の難易度を選択可能となり、最高難易度のDANTE MUST DIE!（ダンテ死すべし）では敵の性能が跳ね上がる。『3』から自分と敵どちらも一撃で死亡するようになる特殊難易度のHEAVEN OR HELL、『4』と『DmC』では自分だけが全ての攻撃で即死する特殊難易度HELL AND HELL、『DmC DE』ではDANTE MUST DIEを超える超絶難易度のGOD MUST DIEが設定された。
悪魔の力を持つダンテはその悪魔の力を使って魔人へと変身する能力“デビルトリガー（以下DT）”を持っている。DT発動時は攻撃力・防御力・速度上昇・ライフ回復などの恩恵が受けられ、戦闘を有利に進めることができる。なお前述の最高難易度のDANTE MUST DIE!では敵も使用する。
また、シリーズの恒例として各難易度をクリアしていくことによりキャラクターの衣装が増え、『2』ではディーゼルとのコラボレーション衣装も登場した。

## シリーズ

### メインタイトル
- デビルメイクライ（PS2）（2001年8月23日）
  - デビルメイクライ（Switch）（2019年6月27日）
- デビルメイクライ2（PS2）（2003年1月30日）
  - デビルメイクライ2（Switch）（2019年9月19日）
- デビルメイクライ3（PS2）（2005年2月17日）
  - デビルメイクライ3 Special Edition（PS2、Windows）（2006年2月23日）
  - デビルメイクライ3 Special Edition（Switch）（2020年2月20日）
- デビルメイクライ HDコレクション（PS3、Xbox 360）（2012年3月22日）
  - デビルメイクライ HDコレクション（PS4、Xbox One、Steam）（2018年3月15日）
- デビルメイクライ4（PS3、Xbox 360、Windows）（2008年1月31日）
  - デビルメイクライ4 Special Edition（PS4、Xbox One、Steam）（2015年6月18日）
- デビルメイクライ5（PS4、Xbox One、Steam）（2019年3月8日）
  - デビルメイクライ5 Special Edition（PS5、Xbox Series X/S）（PS5：2020年11月12日、Xbox Series X/S：11月10日）※日本国内ではXbox Series X/SはDL版のみ発売。

### 個別作品
- ディーエムシー デビルメイクライ（PS3、Xbox 360、Steam）（2013年1月17日）
  - DmC Devil May Cry Definitive Edition（PS4、Xbox One、Steam）（2015年3月10日）※日本未発売

### テレビアニメ
アニメーション制作はマッドハウス。2007年6月より9月までWOWOWで放送された。原作のキャラクターと設定を用いてアニメオリジナルのストーリーで描かれており、ゲームではあまり語られないダンテの事務所の日常を見ることができる。全12話。時系列は『1』と『2』の間に位置する。

### ドラマCD
販売はフロンティアワークス。全2巻構成でテレビアニメ版のオリジナルエピソードが収録されている。脚本は森橋ビンゴが担当。1巻は2007年12月21日、2巻は2008年2月27日発売。

### Webアニメ
2018年11月にNetflixにてアニメ化が決定した。2025年4月に配信開始された。プロデューサーはアディ・シャンカルで、アニメーション制作はスタジオミール。公開されている動画では赤いコートを着た銀髪のダンテと思われるキャラクターが確認できる。

### 携帯電話ゲーム
デビルメイクライ
『3』の少し後のダンテの狩人としての動きを描く。基本的には『3』と同じで、ダンテを操作して敵を倒しミッションをクリアしていく。
デビルメイクライ ダンテ×バージル
ダンテの兄バージルがプレイ可能になったバージョン。
デビルメイクライ 4 リフレイン
iPhone/iPod touch専用ゲーム。2011年配信。『4』のストーリー、ミッションにアレンジが加わる。基本的には『4』と同じでネロ、ダンテを操作して敵を倒しミッションをクリアしていく。
デビルメイクライ デッドショット
シリーズのキャラクターや設定を生かしたシューティングゲーム。
クイズ デビルメイクライ
シリーズのキャラクターや設定を生かしたクイズゲーム。
デビルメイクライ リバーシ
シリーズのキャラクターや設定を生かしたリバーシゲーム。
デビルメイクライ ピナクルコンバット
開発は中国のゲームスタジオのYunchang Game。カプコンからIPを取得し、中国でのみリリースされた。

### スマートフォン用アプリ
Devil May Cry： Peak of Combat
2024年4月11日サービス開始。

### コミック版
DMC3
メディアファクトリーより刊行。1巻は2005年2月28日、2巻は2005年7月31日発売。茶屋町勝呂著作。カプコン完全監修。全3巻予定だったが3巻は発売されず未完のまま終わった。
『3』の一年前の物語となる公式オリジナルストーリー。1巻はダンテ、2巻はバージルが主人公。ゲームでは示唆されるのみだった2人の因縁が明らかになる。また、ゲーム内では特に語られない設定についても、謎を解く鍵が作中に数多く散らばっている。『3』に登場したレディも未だ一般人ながら登場する。
DMC5
タイトルは『Devil May Cry 5 -Vision of V-』。本編の前日譚を描く公式コミカライズ。作画は尾方富生。カプコン完全監修。「LINEマンガ」にて2019年4月27日より連載。謎の青年Vの視点から3体の魔獣との出会いやゲーム本編では全て語られなかった彼の心情と成長などが描かれる。2019年から2022年にかけて全5巻の単行本が発売された。

### 小説版
すべて角川スニーカー文庫刊。
DMC
著：後池田真也 / イラスト：三輪士郎 / 監修：カプコン
『1』と『3』以前のダンテがまだ店を構えず、「トニー・レッドグレイブ」と名乗って便利屋として働いていたころが舞台で、ゲーム本編では語られなかったダンテ愛用の拳銃エボニー&アイボリーの誕生秘話などが描かれている。エピローグは『1』の直前となる。後に時系列が『1』の前である『3』が出たことでストーリーの繋がりが一部矛盾したが、『5』の前日譚小説でストーリーの補完が行われた。『1』のディレクターである神谷英樹が綿密に監修を行っている。アニメ版におけるダンテの「トニー」やストロベリーサンデーの由来でもある。2002年4月27日発売。
DMC2
著：後池田真也 / イラスト：瑚澄遊智 / 監修：カプコン
ゲームにおける『2』の少し前の物語で、一部『2』に繋がる描写が見られる。呪われた魔具「獣の首」の捜索を依頼されたダンテは現実世界と悪魔が人間界を支配した並行世界の二つの世界を巡る戦いに身を投じる。2003年11月29日発売。
時系列ではアニメ版ドラマCDで既に情報屋を引退しているエンツォがまだ現役の情報屋であるなどの矛盾や歴代作品をまとめた小説版『5』でも一切言及されていないため、現在のデビルメイクライシリーズの正史作品として扱われているかは不明。
DMC4
著：森橋ビンゴ / イラスト：THORES柴本 / ストーリー協力：安井健太郎 / 監修：カプコン
副題はDeadly Fortune。オリジナルストーリーを描いた後池田版とは違い、こちらは原作ストーリーのノベライズであり、シリーズ刊行が決定している。原作のストーリーとともに、ムービーでは表現し切れなかったキャラクターたちの性格や生い立ちなどが補完される形で描写されている。上下巻での刊行。上巻は2009年4月1日発売。下巻は2009年7月1日発売。
DMC5
著：森橋ビンゴ / イラスト：つよ丸 / 監修：カプコン
副題はBefore the Nightmare。ゲーム本編の前日譚であり、ネロが悪魔の右腕を失った理由や相棒となるニコとの出会い、謎の男Vによってネロがレッドグレイブ市に導かれた経緯が明らかになる。『5』本編には登場しないルシアやマティエなどのゲーム本編のキャラクターだけでなく小説版『1』やテレビアニメ版や名前のみだがドラマCD版のキャラクターも登場しており、『5』に至るまでの歴代作品の設定の補完が行われている。2019年3月1日発売。

### パチスロ
デビルメイクライ3
2007年6月よりロデオからリリースされた。
デビルメイクライ4
2013年9月にエンターライズからリリース。2018年8月にはユニバーサルエンターテインメントがメーシー社製による新台を導入した。
デビルメイクライクロス
エンターライズ製。CRデビルメイクライ4の新台。2016年7月導入。
Pデビルメイクライ アウトオブリミット
CRデビルメイクライ4を遊びやすくしたライトミドルバージョン。2019年10月導入。
Pデビルメイクライ4 クレイジーバトル
上乗せ特化型の新台。2021年12月導入。
パチスロ デビルメイクライ5
カプコンとユニバーサルエンターテインメントとの業務提携による新台。2022年3月導入。

### 実写映画
これまで何度か製作プロジェクトが立ち上がったが何れも実現には至っていない。以下、それらの列挙。
- カプコン×ギャガ・コミュニケーションズによる実写映画が2005年より製作開始予定だったが、制作中止になった。
- 2010年代の初め頃にハリウッド版実写映画が製作・公開予定と報道されていた（業界紙デイリー・ヴァラエティが“SONY系映画配給会社Screen Gems社が製作を担当”と記述）。その後imdbに「2016年公開予定」と記された[注 4]が、結局公開はされなかった。

## 舞台
キャストは舞台版オリジナル。

### 舞台「DEVIL MAY CRY ーTHE LIVE HACKERー」
- 公演日：2019年3月1日 - 3月10日（Zepp DiverCity〈TOKYO〉）

#### キャスト（舞台）
- ダンテ - 馬場良馬
- ノア - 蕨野友也
- リアム - イ・セヨン(CROSS GENE)
- エリス - 前島亜美
- ヘンリー - 中山優貴
- オーウェン - 山口智也
- ルーク - 末野卓磨
- ムール - 城田純
- リリ - 佐々木未来
- ライラ - 真島なおみ
- エマ - 三村遙佳
- ギデオン - グァンス(SUPERNOVA)
- レディ - 龍真咲

#### スタッフ（舞台）
- 脚本・演出・映像：ヨリコ ジュン
- 原作：CAPCOM（「Devil May Cry」シリーズ）
- 原作監修：小林裕幸（CAPCOM）、伊津野英昭（CAPCOM）
- 主催：「DEVIL MAY CRY ーTHE LIVE HACKERー」製作委員会
- 制作：ポニーキャニオン、エースクルー・エンタテインメント

### 舞台「戦国BASARA VS Devil May Cry」
戦国BASARAとのコラボレーション作品。

## 登場キャラクター
担当声優は英語音声 / 日本語音声の順表記。『鬼武者Soul』では「CAPCOM」と表記され、担当声優は伏せられている。

### プレイアブルキャラクター
ダンテ（Dante）
声 - ドルー・クームス（1）、マット・カミンスキー（2）、ルーベン・ラングダン（3以降） / 森川智之
『1』から『5』までのシリーズを通しての主人公。表向きは「Devil May Cry」の看板を掲げた便利屋だが、本業は悪魔絡みの事件を解決するデビルハンター。
赤を基調としたロングコートを身に纏い、背負った巨大な剣リベリオンと二丁拳銃エボニー＆アイボリーをはじめとした様々な魔具や重火器を操って戦う。またエボニー＆アイボリーを用いてガンスピンを行う仕草をしばしば見せる。
悪魔であるスパーダと人間の女性のエヴァとの間に生まれた半人半魔。並外れた怪力や魔力、心臓や脳を破壊されたり全身を貫かれても死ぬことのない肉体を有しており、青年期を描いた『3』にて「デビルトリガー」に覚醒、自らの意思で魔人の姿に変身することができるようになる。
いかなる時も余裕たっぷりで強敵相手でも挑発する姿勢を崩さない。しかし大事な者との別離や死に直面すると心を有している証である涙を流すシーンがあり、半身半魔でありながら紛れもなく人間の心を持っている存在。父の誇り高き魂と母の優しさを受け継いでおり、両親のことを誇りに思っている。人間の可能性を信じ、下衆な行いに対しては怒りを露わにして正義感を燃やすタフな男。父と同じく魔帝ムンドゥスや覇王アルゴサクスといった大悪魔を倒していることからもはやその存在は伝説的なものとなり、現在では「伝説のデビルハンター」と呼ばれるようになっている。決め台詞は「Jack Pot（大当たり）」。音楽はハードロック、食べ物はオリーブ抜きのピザやストロベリーサンデーが好みで、煙草を嫌う。
漫画版『3』巻末の設定資料では半人半魔である自分自身の出自に劣等感を抱いており、それゆえ自分の命を大事に感じられず、作中で見せる無謀な行動の数々に繋がっているという。
父スパーダに関しては『3』以前の段階では冷徹な父親と評しており、父とは違う自分を確立しようとする一方で父と同じ存在である悪魔を討つことに内心では躊躇いを抱いており、『3』の段階では「気に食わないから」という表現をしていた。だがレディとの出会いや兄バージルとの対立の中で自分の使命や自己を確立したことで心境が変化し、『1』の段階では「勇気ある父」と素直に尊敬できる迄に至っている。
母エヴァには幼少期から愛情を注がれていたと同時にダンテのトラウマにもなっており、ダンテが悪魔を憎む理由の一つとなっている。
兄バージルは雰囲気が父スパーダを連想させるために愛憎入り雑じった複雑な感情を抱いており、幼少期から絶えず喧嘩を繰り返していたようである。
『デビルメイクライ』と同様に神谷英樹がディレクターをつとめた『ビューティフルジョー』をはじめ、『CAPCOM FIGHTING Jam』のジェダのエンディングや他メーカーのゲームである『真・女神転生III-NOCTURNEマニアクス』にもゲスト出演している。
『MARVEL VS. CAPCOM 3 Fate of Two Worlds』にもプレイヤーキャラクターとして登場。こちらの服装などは『3』のダンテがモデルになっている（キャラクターとしては『1』以降の位置付け）。『PROJECT X ZONE』にもプレイアブルキャラクターとして登場する。こちらの服装は『1』のダンテがモデルとなっている。
名前の由来は詩人であり『神曲』の登場人物でもある、ダンテ・アリギエーリ。
トリッシュ（Trish）
声 - サラ・ラフルール（1・2）、リュシー・クリスチャン（アニメ）、ダニエル・バージオ（4）、ウェンディー・リー（5） / 田中敦子
『1』のヒロイン。それ以降の時間軸においてはダンテの相棒として活躍する美貌の女悪魔。彼女もまた「涙を流す悪魔」である。
ダンテをマレット島へと招いた長身の美女。電撃を自在に操り、凄まじい跳躍力とバイクを軽々と投げ飛ばすほどの怪力を持つ。性格は気まぐれで奔放なために単独行動が多く、知識欲も非常に旺盛。思い立ったらすぐ行動に移すタイプ。
その正体は魔帝ムンドゥスが作り出した悪魔であり、姿はダンテの母親・エヴァに酷似している。『1』ではダンテを油断させて殺す使命を負っていたが、それに失敗した直後にダンテに命を救われたことで改心。ムンドゥスの攻撃から彼をかばい、瀕死の状態から生還した後は彼の相棒を務める。
『2』では隠しキャラ扱いで、『4SE』では追加プレイアブルキャラクターとして操作することが可能。近接武器「スパーダ」、二丁拳銃「ルーチェ＆オンブラ」を使用し、魔人化状態では姿が変わらないものの体が黄金に輝き、雷を操ることができる。『2』ではダンテと相通ずるモーションで、ラウンドトリップ中は通常攻撃が格闘攻撃になる。『4SE』では災厄兵器パンドラも扱い、スタイルアクションボタンでスパーダ、近接攻撃ボタンで格闘（ベアナックル）を使い分ける操作性になっている。
『ビューティフルジョー』出演時には人間の女性と仲良くするダンテに嫉妬し映画館の中で彼を押し倒してキス、家に帰ったらさらに深く迫ろうとダンテに約束させるというかわいげのある一面を見せた。
名前は『神曲』に登場するベアトリーチェに由来する。
ルシア（Lucia）
声 - フランソワーズ・グラリュースキー
『2』の主人公の一人で、ヒロイン。デュマーリ島の悪魔を討つ力を持った「護り手」。先祖代々からスパーダと共に悪魔と戦った護り手であるマティエの娘でもある。赤髪の褐色肌の美女でフランス語訛りが強い。ダンテと同様にデビルトリガーを引くことができ、白い羽の生えた鳥人のような姿になる。武器は短刀の二刀流、遠距離攻撃に関しては対悪魔用のダガーや爆弾などを使う。覇王アルゴサクスを復活させ、その力で万物の王になろうと目論むアリウスの野望を止めるべくアルゴサクス復活の儀式に必要な4つの「アルカナ」を保護するためにデュマーリ島を駆ける。
その正体はアリウスによって作られた「セクレタリー」というホムンクルス（人造悪魔）であり、真の名前はΧ・χ（カイ）。出来損ないとしてアリウスに廃棄されそうになったところをマティエに救われ、以後はマティエの下で戦士と同時に娘として育てられた。彼女もトリッシュと同様に「涙を流す悪魔」である。
因縁の敵であるアリウスからその残酷な出生を告げられ、護り手の誇りと生きる意志を失いかけるが、たとえ本当の娘でなくとも自分を愛してくれるマティエやルシアを一人の人間として見てくれたダンテの支えで希望を取り戻し、人間として生きる道を選ぶ。終盤では復活したアルゴサクスを倒すためにコイントスの賭けで勝ったダンテの魔界への旅立ちを見送り、その直後に不完全ながらもアルゴサクスの力を取り込んで復活したアリウスを倒して自身の呪われた宿命に終止符を打った。その後はダンテの帰りを信じて「Devil May Cry」の事務所でダンテから預かったコインを片手に待ち続け、魔界からバイクで帰還したダンテと再会を果たす。
『5』のゲーム本編では登場しないが前日譚となる小説版でアルゴサクスの配下であった大悪魔バルログの出現を受けてマティエの依頼でデュマーリ島に訪れたダンテと数年ぶりに再会する。ダンテには思慕の念を抱いていたが『2』で魔界から帰還したダンテとの再会を喜ぶ暇もなく「合言葉アリ」の仕事にすぐさま向かってしまったダンテに憤慨し、以降は島に戻って護り手としての役目に専念していた。そのためダンテとの再会時にはやや辛辣な態度をとっていた。ダンテとの共闘の末にバルログとの闘いの決着を見届けた後は長年抱いていたダンテへの想いを心の奥底に封じ込め、別れを告げた。
レディ（Lady）
声 - カリ・ウォールグレン（3・4）、メリッサ・デイビス（アニメ）、ケイト・ヒギンズ（4SE・5） / 折笠富美子
『3』のヒロイン。オッドアイの女性デビルハンター。悪魔ではなく、純粋な人間。本名はメアリ・アン・アーカムだが父親との確執からその名で呼ばれることを嫌い、ダンテが名付けたニックネームである「お嬢さん（レディ）」と名乗る。
『3』の舞台となった人間界と魔界を繋ぐ塔テメンニグルを起動させるために必要な鍵の一つである“巫女の血”を受け継いでいるらしいが詳細は不明。人間離れした運動神経や力を誇り、多機能付きミサイルランチャーカリーナ＝アンを始め多数の近代兵器を巧みに駆使して戦う。その特異な目は父のジョン・アーカムから受け継いだもの。悪魔になるために母のカリーナを生贄にした父と、父を変貌させた「悪魔」そのものをすべて滅ぼす決意をしていたが、人を愛したスパーダの意志を受け継ぐ決意をしたダンテを目の当たりにしたことにより、悪魔のような人間がいれば人間のような悪魔もいることを知ることとなる。『3』終盤、魔界でダンテとバージルに敗れ瀕死の傷を負って人間界に堕ちてきたジョンと再会し、自らの手でとどめを刺して因縁に決着を着けた。散々憎んできたジョンを討ったものの、それに涙を流している自分に気付く。
『3』以降はダンテとデビルハンター仲間として友人のような付き合いをしている。日常的にダンテに大金を貸しつけており、彼が仕事を終えると報酬の大半を取り立てる。また、取り掛かっていた案件が自分の手に負えなくなるとダンテに押し付けて多額の仲介料を巻き上げている。賞金首の悪魔たちが魔剣教団に捕らえられて横取りされ、ハンター稼業の支障になっているという彼女の依頼が『4』でダンテたちが行動を起こす起因となった。
『4SE』で追加プレイアブルキャラクターとして操作することができる。近接攻撃ボタンではカリーナ＝アンに装着されたバヨネットを扱い、様々な重火器を扱う。悪魔の血を引いていないためデビルトリガーを使うことはできないが、代わりにデビルトリガーボタンで周囲に火器をばらまく「バーストアタック」を行う。
『PROJECT X ZONE』にはプレイヤーキャラクターとしてダンテと共に登場する。こちらの服装は『3』のレディがモデルになっている。
バージル（Vergil）
声 - David Keeley（1）、ダン・サウスワース（3以降） / 平田広明
ダンテの双子の兄。『1』においてダンテの行く先に立ちはだかる正体不明の騎士ネロ・アンジェロとして初登場。『3』および『4SE』ではムンドゥスの麾下へ堕ちる前の青年期の姿が描かれる。
銃火器を使わないことをポリシーとし、日本刀閻魔刀（やまと）と遠距離攻撃魔術幻影剣を駆使して戦う。本編中でも涙を流すことはなく、時に共闘することはあっても最後まで悪魔として生きることを選ぶダンテの永遠のライバルキャラクター。幼少期に母の死によって己の無力さに絶望し、力こそ世の全てと信じて悪魔としての生涯を貫くことを決意した。そのためにはいかなる犠牲をも厭わず、彼の非道な手段がダンテを正義に目覚めさせるきっかけのひとつとなった。
『3』のエピローグにおいて母の仇でもある魔帝ムンドゥスに遭遇、戦いを挑むも敗北し、時間軸ではその後に当たる『1』においてムンドゥスの傀儡「ネロ・アンジェロ」としてダンテと敵対することになる。
『3』以降におけるビジュアルは、逆立てた髪型以外の外見はダンテと瓜二つだが、開発陣のコメントによると「顔つきはダンテよりも若干怖い」とされている。ダンテ同様に圧倒的な戦闘能力を誇るうえ、彼よりも先に悪魔の力を使いこなしていた。
『4』ではゲーム中では登場しないが、小説版にてスパーダの足跡を追うため過去にフォルトゥナを訪れていたことが明らかになり、当時の回想シーンで何度か登場している。その際にフォルトゥナの女性との間に息子のネロをもうけていた。
『1』および小説版『1』の設定では幼い頃にエヴァと共にムンドゥスに殺害され、以後は魔帝の配下の刺客として行動していたという設定になっている。小説版『1』では包帯を全身に巻き付けた謎の男ギルバを名乗り、ムンドゥスの走狗としてダンテと接触しているが、後に小説版『5』でギルバの正体はバージルではなく、ムンドゥスがスパーダの一族を抹殺するために作り上げた試作型の「黒騎士」という悪魔に改変されている。なお、ギルバという名は「VERGIL」のスペルを「GILVER」に置き換えたアナグラムである。
漫画版『3』巻末の設定資料ではダンテ同様に半人半魔である自分の存在に劣等感を抱いており、それが力への執着の原動力となっている。
父スパーダは自身にとって目指すべき存在であり、必ず越えなければならない者。幼少期にダンテと生き別れて以降、単独で悪魔の襲撃を退けながら放浪する中でスパーダを神と崇める魔剣教団の噂からフォルトゥナを訪れる。そこで父スパーダの偉業を知り、それ以降「スパーダを越える」という野望を抱くようになり『4』小説版および『4SE』のバージルモードエンディングムービーにおいては「貴様らの神（スパーダ）を超えた神の子」になることを宣言している。
母エヴァは郷愁に似た感情を抱かせると同時に自身が人間であることを感じさせ、憎悪を抱かせるものとしている。エヴァが自分よりもダンテを愛していて、悪魔に襲われる自分を助けに来なかったと思い込んでしまったことがバージルが愛情を信じることができなくなる原因となった。その一方で『5』ではVが「本当は（ダンテだけでなく）自分も守って欲しかった」と吐露しており、心の奥では愛情に飢えていたことが仄めかされている。また『Visions of V』ではVがエヴァを救えなかった自分の無力さに打ちひしがれたり、トリッシュにエヴァの面影を感じて肉体の限界を無視してまでダンテより先に彼女を救おうと足掻き、トリッシュには誰にも明かさなかった心情を吐露するなどバージルがエヴァを愛していたのは事実である。
弟ダンテは自分より母に愛された存在と思い込んでおり、さらに双子として生まれたがゆえに本来自分のものになるはずであった悪魔の力を半分にしてしまった存在として憎んでいる。「悪魔の力ではなく人間の可能性や愛情を是とする」というバージルと対極をなすダンテの思想とは相容れず、やがて二人の戦いは己の正義を証明するための殺し合いに発展し、『5』ではもはや相手の存在その物が「戦う理由」と化していると評されている。
『3』ではボスキャラクターだったが（特定のミッションで特殊な条件に限り操作自体はできる）、『3SE』では正式にプレイヤーキャラクターとして使用可能になった。『4SE』でも同様に追加プレイアブルキャラクターとして実装されており、専用のオープニングデモが追加されているが（それ以外のムービーは全面的にカットされている）プレイできるミッションはダンテ、ネロと同一である。使用技は『3』無印からボスとして使用していた既存のものは性能やモーションが手直しされているものが多い。しかしボス時に使用していた一部の技、挑発は諸事情により使用不可。
『5』でも『3』同様、最後のボスとして登場する。
名前はウェルギリウスに由来する。
ネロ（Nero）
声 - ジョニー・ヨング・ボッシュ / 石川界人
『4』、『5』の主人公。魔剣教団に所属する騎士。実力だけは周囲から一目置かれているものの、厭世的で皮肉屋、協調性に欠ける性格故に任される任務はいつも単独行動で汚れ役が多い。とある事件の際、右腕が「悪魔の腕」に変貌してしまった。
天涯孤独の孤児で、黒い布に包まれて捨てられていたことから「Nelo（黒）」と名付けられた。クレドやキリエと家族同然に育ったものの、善良であった二人の両親が悪魔に殺されたことから魔剣教団への信仰を失い、弱い者を護るための力を欲するようになった。
本人はあずかり知らないことだがバージルの息子であり、ダンテの甥にあたるスパーダの血族である。ネロの台詞や仕草、「力」に執着する有り様にはバージルを彷彿とさせる描写も目立つ。
ダンテやバージルと違い武器を持ち変えることはなく、悪魔の右腕「デビルブリンガー」以外の武器は機械式の大型剣「レッドクイーン」と二連銃身の回転式拳銃「ブルーローズ」、教団の研究室から手に入れたバージルの愛刀「閻魔刀」。またダンテ同様ブルーローズを用いてガンスピンを行う仕草をしばしば見せる。悪魔の力を解放するデビルトリガーはダンテやバージルのような魔人への変身ではなく自身の背後に青白い武人の姿をした魔力を具現化させるもの。この武人は「閻魔刀の鞘と同化した左腕」など、魔人バージルとの共通点がある。
当初の予定ではフードを被らせる案もあったが却下され、フードを被った姿は魔人ネロのデザインに使用された。後に発売された『5SE』の閻魔刀設定より使用者の真の姿（魔人化した姿）を模して現れる閻魔刀魔人であることが判明した。
『4』の数年後を描く『5』の小説版ではダンテから「Devil May Cry」の看板を送られデビルハンターとして活躍していたが、フォルトゥナに訪れた謎の悪魔ユリゼンによって右腕ごと閻魔刀を奪われ、その影響によってデビルトリガーの力も失ってしまう。肉体にほとんど魔力は残っていないものの、パートナーであるニコから対悪魔用義手型兵装「デビルブレイカー」を受け取り、機械の力で悪魔の軍勢に戦いを挑む。
名前の由来は『1』に登場した魔界騎士ネロ・アンジェロとローマ帝国第五皇帝の通称「暴君ネロ」から採られたもの。
V（ブイ）
声 - ブライアン・ハンフォード / 内山昂輝
『5』の主人公の一人。全身に入れ墨を施し、杖を携えた黒髪の青年。手にした書物からウィリアム・ブレイクの詩の一節を引用してみせる癖がある。ダンテやネロの依頼人であり、二人を魔王ユリゼンの元へと導く謎多き男。
かつてムンドゥスの配下であった者と同名の「グリフォン」「シャドウ」「ナイトメア」といった3体の悪魔を使役して戦闘を行う。
その正体は閻魔刀によって人と魔に分かたれたバージルの抜け殻にして人間の部分であり、クリフォト出現の元凶である魔王ユリゼンはVの半身で、バージルの魔の部分。
Vが使役する3体の魔獣はバージルがムンドゥスにネロ・アンジェロとして隷属を強いられた頃の悪夢が具現化した存在である。
バージルから切り離された時点で残り滓程度の魔力しか残っておらず、その肉体は少しずつ崩壊の一途を辿っている。
小説版『5』やコミカライズの『Vision of V』ではレッドグレイブ市に留まり、取り残された市民たちを救い続けるうちにバージルが弱さとして捨てた人間の心こそが真の強さであることを悟り、使い魔たちとも固い絆で結ばれて正しき心の持ち主として成長した。
しかしその本質はバージルである以上魂はユリゼン同様力を追い求めており、ストーリー終盤では戦うことすらできないほど肉体の崩壊が進んでいたが座して滅びることを良しとせず、ダンテに敗北したユリゼンにトドメを刺すことで肉体と魂が融合し、バージルとして復活を遂げた。
融合したことでVは消滅したが彼の心や人間性はバージルにも受け継がれており、『3』の時のような冷酷さは薄れ、物腰柔らかな性格になっている。
『5SE』ではプレイアブルキャラクターになったバージルの固有技のワールドオブVで出現し、魔獣たちを従えて周囲に強大な力を解き放つ。ギャラリーのニコの考察では閻魔刀の人と魔を分かつ力を使いこなすことで自在に分離できるようになったと推測されている。

### その他のキャラクター
スパーダ（Sparda）
ダンテとバージルの父親。二千年前、悪魔でありながら正義の心に目覚め、ムンドゥス率いる悪魔の軍勢と戦い、人間界を守った伝説の魔剣士。人間界を救った後は魔界もろとも自らの強大すぎる力や魔へと変じた者たちも封印し、以後は人間界の平和を見守った。現代に入ってからは人間の女性であるエヴァと添い遂げ、息子のバージルとダンテをもうける。息子たちには剣術を教え込んでいたが、ある日突然ダンテとバージルに二振りの魔剣を残して消息を絶ち、その後の生死は不明。スパーダの伝説は現代においては半ばおとぎ話のように捉えられ、信じる者は少数だが城塞都市フォルトゥナでは神として信仰され、ダンテの事務所がある街のとある公園にも彼を模した銅像が存在する。
魔帝ムンドゥス、覇王アルゴサクスを倒したことからその存在は伝説的なものとなっている。かつてはムンドゥスの右腕として活躍しており、ムンドゥスが魔界統一を成し得たのもスパーダの働きがあったこそとされ、当時の悪魔たちにとっては憧れの存在だったらしい。正義に目覚めた時期や動機などの詳細はシリーズを通じて不明だが、『2』のデュマーリ島、『3』のテメンニグル、『4』のフォルトゥナなどその生涯で様々な因縁や伝説を残している。ムンドゥスへの離反によって魔界の住人から「裏切り者」として憎まれており、ダンテが悪魔と出会い頭に襲われる原因にもなっている。アニメ版ではかつてスパーダの弟子だったバアルとモデウスが登場している。
人物像に関しては『3』のコミックス巻末にある設定資料において、ダンテは父スパーダを「冷酷な悪魔」と評しており、『4』の小説版では当時のスパーダは冷徹で寡黙な性格だとされていた。
エヴァとの馴れ初めは明らかになっていないが、アニメ版でダンテが「二人とも心の底から愛し合っているように見えた」と語っている。
『1』と『3』ではクリア特典としてこのスパーダの衣装でプレイ可能。『4SE』では追加コスチュームとして用意されている。容姿は左目にモノクル、髪型はオールバックと西洋貴族風な出で立ち。胸のスカーフ部にパーフェクトアミュレットが飾られている。『1』での基本装備は「閻魔刀」と「ルーチェ&オンブラ」。魔人化すると本来の姿に戻り、二本の角と二対の羽を持った「魔剣士スパーダ」になる。『3』では使える武器はダンテと変わらないが、リベリオンのグラフィックがフォースエッジに置き換わる。スパーダ自身とそれに直接関係しているアイテムのみ全作品を通してデザインに大きな変化が無い。
リベリオンや閻魔刀などダンテとバージルが形見として持つ武器は元々彼が所有していたもの。生前使っていた最強の剣は彼と同じ「スパーダ」の名を冠している。『5』において新たに明かされたスパーダの伝承では、スパーダは己の強大な力を三つの剣に分かち、一つに自身の名をつけ、残りの二振りにはそれぞれ「復讐」の銘と「死の神」の銘を付けていたという。
「スパーダ（spada）」とはイタリア語で剣を意味する。「アメリカ人が発音しにくい」ということで、“r”を入れ表記は“sparda”となっている。
エヴァ（Eva）
声 - サラ・ラフルール（1）、ウェンディー・リー（5） / 田中敦子、能登麻美子（Webアニメ）
ダンテとバージルの母親。純粋な人間の女性。伝説の魔剣士スパーダと結ばれ、息子たちと幸せな日々を送っていたがスパーダへの復讐を目論むムンドゥスが送り込んだ悪魔によって殺害されてしまう。トリッシュは彼女の外見に似せて造られた。小説版『4』のダンテによると、怒らせると怖いところもトリッシュと似ているという。
ムンドゥス（Mundus）
声 - トニー・ダニエルズ
禁断の果実を食べたことにより強大な力を手に入れた大悪魔。魔帝として魔界を支配し人間界へ侵攻するも裏切ったスパーダによって封印された。
しかしそれから2000年後に封印が解けてしまい、発展途上だった頃のレッドグレイブ市を手下に襲撃させエヴァを亡き者にした。その後素性を偽ることなく世界各地を放浪していたバージルと、名を変えて生き延びていたダンテの両名に幾度となく刺客を放つも全て返り討ちに遭い失敗に終わる。その後配下からの報告で貪欲に力を求め続けるバージルと、それを嫌悪するようになったダンテとの対立を知ったムンドゥスは両名の争いを敢えて静観すると決め、『3』の魔界での決戦後に取り残されたバージルを倒し、彼を当時研究していた黒騎士の素体として利用することを決めた。
トリッシュの生みの親でもあり彼女を利用してデビルハンターとなったダンテを罠に掛けるが、最終的には彼女にも裏切られいつかまた復活する旨の捨て台詞を吐きながらダンテに敗北した。
『Visions of V』にはVの過去のトラウマのフラッシュバックとして登場し、ネロ･アンジェロやナイトメアを生み出す場面が描かれている。
ムンドゥスはラテン語で“世界”“宇宙”を意味する。
エンツォ・フェリーニョ（Enzo Ferino）
声 - 松本保典（ドラマCD）、松川裕輝（Webアニメ）
ダンテに仕事を提供していた元情報屋。ゲーム本編には直接登場せず解説書でダンテの強さを語るのみだが、小説やコミックなどの外伝作品には登場。小太りのイタリア人。
漫画版『3』にも登場し、ダンテが後にデビルメイクライとなる事務所を手に入れられたのは彼の手配によるものと判明した。またダンテが依頼を終えて戻ってくるのを待っている最中にバージルと遭遇、当時のバージルは髪を逆立てていなかったために依頼を放り出してきたダンテと誤認、声をかけた結果閻魔刀を投げつけられる災難に遭っている。
アニメ版のドラマCDでは過去に何度か悪魔絡みの事件に出くわしていたが、頑なに悪魔の存在を否定し認めようとしなかった。しかし、ダンテの事務所の名前が“Devil Never Cry”だった時期にマキャヴェリの魔銃を巡る事件に巻き込まれたことが切っ掛けで悪魔が実在することを認めるようになった。この事件で隻腕となったために情報屋を辞めて現在は質屋を営んでおり、自らの店にダンテの魔具を質草として収めている。モリソンとは面識があり、彼が事件の経緯を昔話としてパティとレディに語り、後に彼女らを引き合わせている。モリソンによればダンテはエンツォへの借金の返済日にだけは遅れたことはなく、トリッシュもエンツォが先述の件で隻腕となったことに対しての罪悪感からの罪滅ぼしであることを指摘している。
なお、『ベヨネッタ』シリーズにも「エンツォ」という名の情報屋が登場した。
ニール・ゴールドスタイン（Nell Goldstein）
小説版『1』で登場したガンスミスの女性。外見年齢は30代後半であるが実年齢は40代後半。『1』本編では既に故人。かつて「45口径の芸術家」と謳われた伝説のガンスミスであり、ダンテの愛銃エボニー＆アイボリーの生みの親である。ロックという名前の息子が存在している。作中では当時トニー・レッドグレイブと名乗っていた便利屋のダンテが常連客となっており、拳銃の耐久力を超えたマシンガン並みの連射で銃を壊しては何度も店に訪れる彼の無茶ぶりに呆れていたが、一方では不器用ながらもダンテを息子のように可愛がっていた。しかしダンテを抹殺するために便利屋に潜り込んでいたムンドゥスの刺客であるギルバの手にかかり、最後はダンテの腕の中で息を引き取った。
『5』では彼女の孫娘のニコが登場しており、ネロの相棒となっている。
『5』の前日譚小説ではニールは若い頃からガンスミスであり、資産家のロイ・マーティンと結婚して息子ロックをもうけたが、ある日幼かったロックが好奇心で作業場に忍び込んで誤って銃を暴発させて右目の視力を失い、夫からは責任を追及されて一気に夫婦仲が悪くなった末に離婚し、親権を夫に取られてロックとは離れ離れになって表舞台から引退。以後最期まで息子と再会することなく生涯を過ごしたことが語られている。店の看板が「.45 ART WARKS」とスペルミスをしているがこれはロックとの別れ際に渡された手製の勲章が由来であり、紙製の粗い作りながら一生懸命作ってくれたロックへの愛着からあえて間違ったまま使用している。『4』までのエボニー＆アイボリーの銃身にもこのままの店名が彫られていたが『5』以前にロックの店を訪れたダンテの依頼によりロックの手でスペルミスが修正された。
マティエ（Matier）
声 - Flo Di Re
『2』に登場したルシアと同じ護り手で、ルシアを義理の娘として育てた老婆。スパーダとは面識があり、先祖代々からデュマーリ島を守るためにスパーダと共に悪魔と戦っていた。スパーダの息子であるダンテにアリウスとアルゴサクスの倒滅を依頼する。
『5』の前日譚小説にも登場しており、アルゴサクスの片腕であったバルログを倒すためにダンテに再び依頼をした。『2』の頃から外見に変化がなく、ダンテから年齢を尋ねられた時は「百から先は数えていない」とのこと。スパーダにはよく他の女性と名前を間違われていたらしい。ダンテは以前からマティエに苦手意識を抱いていたため、普段は軽口の減らない彼もマティエの独特な雰囲気の前では無口になってしまうことを彼女から指摘されている。
キリエ（Kyrie）
声 - ステファニー・シェー / 早見沙織
『4』のヒロイン。天涯孤独のネロとは家族同然に付き合っている。魔剣教団の騎士団長クレドの妹であり、その歌唱力で魔剣祭の歌姫の役を担う。
誰に対しても柔和で聖母のように慈愛に満ちた性格だが芯は強く、ネロも彼女には頭が上がらない。
『5』ではボイスのみで登場。便利屋を営むネロを支えつつ孤児院を経営して身寄りのない子供たちの世話をしている。
ニコ（Nico）
声 - フェイ・キングスリー / Lynn
『5』のヒロイン。ネロの相棒をつとめる女性。本名はニコレッタ・ゴールドスタイン。
「45口径の芸術家」と謳われた一流の武器職人ニール・ゴールドスタインを祖母に、『4』でネロと敵対した科学者アグナスを父に持つ「兵器アーティスト」を自称する天才メカニック。興奮すると父譲りのどもり癖が出る。武器職人としての躍進のために父の故郷であるフォルトゥナへ訪れネロと接近し、彼と相棒関係を結ぶことになる。
赤いフレームのメガネと男性的な口調が特徴で、喫煙者。デビルブリンガーを奪われたネロに対悪魔用義手型兵装「デビルブレイカー」を提供する。
J・D・モリソン（J.D. Morrison）
声 - ロブ・マングル（アニメ）、ジョーイ・カメン（5） / 大塚明夫
テレビアニメ版で初登場した情報屋。スマートな装いの紳士。悪魔絡みの情報も取扱うダンテのお得意様。ダンテがまだトニー・レッドグレイブを名乗り、ボビーの穴蔵に出入りしていた頃からの古い付き合い。後に「トニーに関わると不幸になる」という悪評が出始めてからはモリソンもダンテと距離を置くようになり、一時的に疎遠になるがこれにより結果的にギルバの虐殺に巻き込まれずに済んでいる。その後ダンテが本名で活動を開始してからは関係を修復し、現役を退いたエンツォに代わって依頼を斡旋するようになった。
持って回った言い方を好む皮肉屋の一面もあるが誰よりもダンテの腕を高く買っており、ダンテもモリソンの律儀な性格を信頼している。
『5』では依頼主のVとダンテらを仲介し、移動用のヘリコプターを用意するなど縁の下の力持ちとして活躍している。また容姿がアニメ版と異なり、スキンヘッドの黒人になっている。
パティ・ローエル（Patty Lowell）
声 - ヒラリー・ハーグ（アニメ）、ハビランド・スティルウェル（5） / 福圓美里（アニメ）、嶋村侑（5）
テレビアニメ版のヒロイン。ダンテが護衛の仕事で助けた少女で、ダンテを慕って「Devil May Cry」に通い詰めている。
物心もつかぬうちに母親と生き別れたためか年齢に似合わぬたくましさと大人びた性格の持ち主で、私生活がだらしないダンテの代わりに事務所の掃除をするなど世話を焼いている。人間でありながら悪魔を使役していた錬金術師アラン・ローエルを先祖に持つ。
『5』では電話越しにボイスだけ登場し、18歳の誕生日を迎えたため誕生日会にダンテを招待しようとしていた。
マキャヴェリ（Machiavelli）
ドラマCDや『5』にて名前や設定のみで登場した悪魔。ドラマCD（『1』終了後）の時点で既に死亡している。
初登場したドラマCD版では魔界で名を馳せた銃の名手、銃工であり、トリッシュも説明の際に同じく魔界で名を馳せていたスパーダを引き合いに出すほどの名工であったという。彼の製作する魔銃はいずれも強力な物で、チターニアという「使用者の精神を乗っ取る物」や「使用者の体と融合し最終的には取り込んでしまう」といった危険な物も存在する。実際に作中でもマキャヴェリの魔銃を狙った悪魔が数多く登場しており、エンツォは上記の魔銃に関わったことで片腕を失っている。
『5』本編や前日譚小説『Before the Nightmare』にも名前が登場。魔帝の依頼によりスパーダの血族に対抗するための生きた鎧「黒騎士」を作成していたことが明かされ、小説版『1』のギルバ、『1』のネロ・アンジェロの誕生に間接的に関わっていたことが判明した。遺された黒騎士は『5』本編にもプロトアンジェロ、スクードアンジェロ、キャバリエーレアンジェロが登場している（他者によって複製された物としては『4』のビアンコアンジェロ、アルトアンジェロも含まれる）。また『3』や『4』でダンテが入手したアルテミスやパンドラも彼の作品であることが判明した。

## 用語
悪魔
シリーズを通して主人公たちが敵対する「魔族」とも呼ばれる存在。『5』にて魔界の住人の総称とされた「ヘル」と呼ばれるボロ布を纏い大鎌を携えた骸骨のような姿の悪魔を初めとして、多種多様な姿や能力を持つ悪魔が存在するが、皆一様に残虐で無慈悲な性質を持つ。小説版『4』のダンテにより「悪魔は己の生存本能よりも相手に対する殺戮本能・破壊衝動が大きい」と説明されており、窮地に陥ると自身の生存を度外視した攻撃手段を取る悪魔も存在する。このような性質のため、魔界では力こそが全ての弱肉強食の過酷な世界であり、力の無い者は生き残れない。だが一部には力に敬意を払う武人気質の悪魔や、慈悲の心を持ち涙を流す悪魔などが稀に存在し、ダンテはこのような相手を基本的には殺さない。
下記の魔界の項の通り、入り口を開かない限りは人間界と魔界は行き来ができず、基本的に人間界の人形や砂・仮面などを依り代にして現界する方法を取るが、稀に境界の薄い土地で「網目」の大きい箇所を抜けて現界することがある。ただし、これは悪魔が持つ魔力の量によって可否が分かれる。例として、強力な魔力を持たない下級悪魔などは「網目」を容易に抜けることができるが、ボスのような大悪魔は自身の持つ魔力が仇となって境界の「網目」を抜けることができない。魔帝ムンドゥスでさえ自身の持つ強大な魔力ゆえに人間界へ実体を伴った移動ができず、マレット城内の石像を依り代にして現界していた。
アミュレット
ダンテとバージルが誕生日に母エヴァから貰ったお守り。亡き母の形見でもある。『3』ではダンテのものは銀色で、バージルのものは金色であるが、時間軸上、『3』の後である『1』では両方とも銀である。2つ揃うことでパーフェクトアミュレットとなり、フォースエッジの力が解放される。さらにスパーダはテメンニグルを封印した際、人間界と魔界をつなぐための鍵の役割も持たせていた。
『2』には「デビルハーツ」という特殊な魔石を嵌め込むことで様々な効果を発揮するアミュレットが登場するが、上記のアミュレットとの関係は不明。
オーブ
悪魔の血液や魂などが結晶化した魔石。人間の顔のような形をしており、色によってデザイン・材質・効果が異なる。
時空神像
歴史の全てを把握・記憶する像。レッドオーブを捧げることによって技やアイテムを得られる。
ジャックポット
ダンテが決め台詞として使っている言葉。直訳すると“大当たり”だが、作中では因縁の敵との決着がつく場面で使われる。
バージルも『3』でダンテと共闘した際にこの言葉を使ったが「品のない台詞」とのことで、『5』でも「あれだけは言うなよ!」と言っているので好きな言葉ではないらしい。
『4』『5』では最終ボスを相手にネロがバスターでトドメを刺す場合に「チェックメイト」との二択でこの台詞を叫ぶことがある。
スター
錬金術によって生み出された霊石。体力を回復させる「バイタルスター」とDTゲージを回復させる「デビルスター」がある。使用するとデビルハンターランクが下がるので多用には注意が必要。
『5』では登場しない。
デビルメイクライ
ダンテの事務所の名前。『1』のラストで名前は“デビルネバークライ（悪魔は泣かない）”に変わったが、アニメ版ドラマCDでのある出来事を経て元の名前に戻している。『4』の事件後、レディからの報酬を用いて同名の青いネオンサインの看板をネロに送り付けており、『5』ではネロの所有するトレーラー側面に取り付けられている。
ネロは当初ダンテと同様に自宅に事務所を構えた便利屋として活動していたが、近所付き合いの多いフォルトゥナでは大抵の面倒事は住民同士で解決するか、お人好しのキリエがタダ同然で引き受けてしまうために商売にならず、収入を得るためにトレーラーで出張できる現在の移動式便利屋の形式となった経緯が小説『Before the Nightmare』で語られた。
魔界
シリーズを通して登場する、悪魔たちの世界。「地獄」「冥界」などとも呼ばれる。特に過酷とされる炎獄（えんごく）などが存在し作品ごとに様々な場所が登場するが、瘴気に満たされた禍々しくグロテスクな風景は概ね共通している。場所によっては時間の流れが狂っている箇所も存在し、『1』のマレット城や『3』の魔界などで確認できる。かつては『4』に登場した地獄門によって人間界と繋がっていたが、約2000年前、魔界の軍勢に反旗を翻したスパーダによって「人と魔を分かつ魔剣」を用いて分断された。『4』の小説版にて人間界と魔界の境界は「目の粗い網目のような物」と説明されており、時折境界の薄い部分（網目の大きい部分）を通して悪魔や魔界の者が出現するなど、完全に断絶しているわけではない。このような性質を持つ土地は『1』のマレット島や『2』のデュマーリ島、『4』のフォルトゥナが該当する。また、特殊な儀式や装置、魔具を用いることで「網目」を広げ、魔界への入り口を開くことも可能で、『2』のウロボロス社や『3』のテメンニグル、『4』の小地獄門がこれに該当する。
魔界の瘴気は人間界の存在には極めて有害であり、生物無生物問わず耐性のない存在が瘴気に晒され続けると悪魔・魔界化する。前者は『3』と『5』のゲリュオン、後者は『1』のマレット城や『2』のウロボロス社内、『5』のレッドグレイブ市が該当する。
なお、『3』の敵キャラクターであるフォールンの説明文より天界の存在も示唆されているが、外伝作品である『DmC』を除いてシリーズ中に明確に登場していない。
魔具
悪魔絡みのアイテム。上記の武器スパーダなどが該当。プレイヤーの武器として登場する魔具の詳細に関しては各作品の項目を参照。
基本的に「悪魔の魂や力が具現化した物」か「魔界の技術を用いて作成された物」に大別される。前者の場合は、「悪魔が相手の実力を認め、自ら魂を捧げる」「敗北し、魂の底から相手に屈服する」パターンが存在している。後者の場合は、道を開くためのキーアイテムや、魔界製の武器が当てはまる。特にアニメ版ドラマCDでは、魔界の名銃工と名高い悪魔マキャヴェリの魔銃がいくつか登場している。
いずれも魔力を込めることで掌サイズの光球のような形に圧縮でき、必要に応じて本来の姿に展開することが可能。また、魔具そのものが強力な魔力を秘めており、『3』ではデビルトリガーの触媒に、『4』では地獄門の動力源として利用されている。
魔剣スパーダ
魔剣士スパーダと同じ名の片刃の大剣。絶大な力を持つ魔剣であり、それを危険視した持ち主のスパーダによって魔剣フォースエッジと2つのアミュレットに分割され、そのアミュレットの力を用いてフォースエッジごと魔界への門を封印した。
その強大な力ゆえ、使い手に魔剣スパーダを持つに相応しい力と人を愛する正しき心がなければ使いこなすことは不可能と思われる描写が見られる。『3』ではアーカムがパーフェクトアミュレットとフォースエッジを揃えて封印を解除したが、真の姿である魔剣スパーダを現出させることができなかったうえ、スパーダの力を制御しきれずに自身の心の闇が反映された醜悪な姿へと変貌してしまった。『4』では最終決戦でサンクトゥスが魔剣スパーダを持ってネロの前に立ち塞がるが、その力を完全に引き出すことができなかった。その理由を理解できないサンクトゥスにネロは「スパーダは人を愛した、その人を愛する心がお前にはない」と語っている。『5』ではVが魔剣スパーダを使ってみようとするが、持ち上げるだけで精一杯で、傍にいたグリフォンから「心はあっても力がない」と指摘されていた。

## 関連作品
- ビューティフル ジョー - ダンテやトリッシュなどがゲストキャラクターとして登場。
- CAPCOM FIGHTING Jam - ジェダのエンディングにダンテ（後姿）が登場。
- 真・女神転生III-NOCTURNE マニアクス - 主人公の敵としてダンテが登場。2020年10月29日に発売されたHDリマスター版にもDLCの「マニアクスパック」を購入することで登場する。
- 戦国BASARAシリーズ - アラストルやスパーダなどの武器が登場。スマホゲームの「戦国BASARA バトルパーティー」にはダンテとレディがコラボ参戦している。
- ストリートファイターシリーズ - ダンテ、ネロの一部の技は、このシリーズに登場する必殺技を基にしている。
- SNK VS. CAPCOM カードファイターズDS - ダンテ、ルシア、トリッシュ、バージルが登場。
- ベヨネッタシリーズ - 『デビルメイクライ』一作目のディレクターである神谷英樹が手がけたアクションゲーム。一作目はセガ、二作目は任天堂から発売。一部に本作との関連性を示唆する設定が盛り込まれているがあくまでもベヨネッタ側のみの設定であり、ベヨネッタ公式でもデビルメイクライシリーズと同一の世界であるとは明言していない。
- MARVEL VS. CAPCOM 3 Fate of Two Worlds - ダンテ、トリッシュがプレイヤーキャラクターとして登場。また、ダウンロードコンテンツとして、ダンテのコスチュームにスパーダの衣装が存在する。
- ULTIMATE MARVEL VS. CAPCOM 3 - 上記2人に加え、バージルもプレイヤーキャラクターとして登場。
- マーベル VS. カプコン:インフィニット - ダンテがプレイヤーキャラクターとして登場。また、ダウンロードコンテンツとして、ダンテのコスチュームに『DmC Devil May Cry』版のダンテに変更できる衣装が存在する。
- PROJECT X ZONE - カプコン側のキャラクターとしてダンテとレディ、一部の敵キャラクターが登場。ダンテはデミトリとペアを組んでいる。
- PROJECT X ZONE 2:BRAVE NEW WORLD - カプコン側のキャラクターとしてダンテとバージルがペアを組んで登場し、ネロ・アンジェロなど一部の敵キャラクターも登場。
- 鬼武者Soul - コラボイベントクエストでダンテや、ネロ・アンジェロなど一部の敵キャラクターが登場。シナリオは本シリーズに携わった森橋ビンゴが担当している[34]。また、カプコンヒロインズとしてトリッシュ、レディ、キリエが登場する。敵キャラクター以外は武将として使用可能。
- モンスターハンター フロンティア オンラインG - 一時契約ラスタとしてダンテが登場。また、ダンテとレディをモチーフとした装備「Devil May Cryキット」も登場する。
- ストリートファイター×オールカプコン - 参戦タイトルに本シリーズがあり、ダンテやバージルを始めとしたキャラクターが登場。
- 百年戦記 ユーロ・ヒストリア - 『デビルメイクライ3』コラボクエストでダンテが登場し、英雄として使用可能。
- セブンナイツ -『デビルメイクライ4SE』コラボイベントで、ネロ、ダンテ、バージル、トリッシュ、レディが登場。
- モンスターハンター：ワールド - コラボイベントにてダンテのコスチュームが登場[35]｡
- ロックマン11 運命の歯車!! - 『5』とのコラボでネロのデビルブレイカーに「ロックバスター」が追加[36]。
- ロックマンX DiVE - 『5』とのコラボでエックスがダンテの姿になった「エックス ダンテトリガー」、ゼロがバージルの姿になった「ゼロ バージルトリガー」が実装。
- D×2 真・女神転生 リベレーション - 『デビルメイクライ5』とのコラボイベントでネロ、ダンテ、Vが参戦した。また、期間中にセブン-イレブンの各店舗にログインすることでアイテムや召喚札を入手できた[37]。
- TEPPEN - カプコンとGungHoが共同で開発したスマートフォン向けカードゲーム『TEPPEN』においてダンテとネロが主要登場人物（ヒーロー）として登場したほか、ゲーム中のカードとして多数のキャラクターが登場した[38]。
- パズル&ドラゴンズ - ネロ、ダンテ、Vに加え、バージル、トリッシュ、レディ、ニコ、キリエ、ルシア、マティエ、ユリゼンが実装された。一部のキャラクターは、アシスト進化を行うと自身の使用している魔具などになる[39]。
- ラストクラウディア - ネロ、ダンテ、Vがコラボユニットとして参戦し、便利屋Devil May Cryとユリゼンがコラボアークで登場。コラボ限定イベントではユリゼンと戦うことができる[40]。
- 大乱闘スマッシュブラザーズSPECIAL - 追加Miiファイターコスチューム第10弾でダンテのコスチュームが登場[41]。
- パニシング:グレイレイヴン - 『5』とのコラボでダンテとバージルがプレイアブルキャラクターとして実装された[42]。